# Estação Ismailovskaia
Ismailovskaia (em russo:  Измайловская) é uma das estações da linha Arbatsko-Pokrovskaia (Linha 3) do Metro de Moscovo, na Rússia. Estação «Ismailovskaia» está localizada entre as estações «Partisanskaia» e «Pervomaiskaia».